# Baselice
Baselice là một đô thị ở tỉnh Benevento trong vùng Campania, có vị trí khoảng 90 km về phía đông bắc của Napoli và khoảng 35 km về phía đông bắc của Benevento. Tại thời điểm ngày 31 tháng 12 năm 2004, đô thị này có dân số 2.720 người và diện tích là 47,8 km².
Baselice giáp các đô thị: Castelvetere in Val Fortore, Colle Sannita, Foiano di Val Fortore, San Bartolomeo in Galdo, San Marco dei Cavoti.